# F. Wilbur Gingrich
Felix Wilbur Gingrich (Annville, 27 de setembro de 1901 — Reading, 19 de outubro de 1993) foi um educador americano, estudioso do grego bíblico e leigo cristão que passou toda a sua carreira trabalhando com alunos do Albright College em Reading, Pensilvânia. Gingrich publicou muitos livros e artigos, incluindo uma tradução definitiva de um léxico grego-inglês do Novo Testamento.

## Vida pessoal
Gingrich nasceu em 27 de setembro de 1901 em Annville, Pensilvânia, filho do Rev. Felix Moyer Gingrich e sua esposa, Minnie (Shiffer) Gingrich. Gingrich tinha dois irmãos, Wendell e Newell, e uma irmã, Esther. Em 28 de março de 1929 casou-se com Lola Engel e tiveram três filhos, John, Barbara e Carolsue. Lola Gingrich morreu em 24 de março de 1984. Gingrich morreu em Reading, Pensilvânia, em 19 de outubro de 1993, e está enterrado no Forest Hills Memorial Park em Reiffton, Pensilvânia.

## Educação
Gingrich frequentou a Northeast High School na Filadélfia. Ele obteve um diploma de Bacharel em Artes com honras do Lafayette College em 1923. Ele foi eleito para Phi Beta Kappa enquanto estava na escola. Depois de fazer um trabalho de pesquisa na Universidade da Pensilvânia de 1923 a 1925, ele foi para a Universidade de Chicago, onde obteve seu mestrado e doutorado em 1927 e 1932, respectivamente. A tese de doutorado de Gingrich, realizada no Departamento de Novo Testamento e Literatura Cristã Primitiva, intitulava-se Paul's Ethical Vocabulary, um tratado sobre a linguagem e o estilo das cartas de São Paulo.

## Ensino
Depois de se formar no Lafayette College em 1923, Gingrich foi contratado pelo Schuylkill College, Reading, Pensilvânia, como professor assistente, ensinando grego, latim, alemão e a Bíblia. Schuylkill College era uma instituição da Igreja Evangélica, recentemente reunida da Igreja Evangélica Unida e da Associação Evangélica . Em 1928, foi decidido fundir-se com o Albright College em Myerstown com o Schuylkill College. A instituição fundida tornou-se o Albright College, localizado no campus Schuylkill em Reading. Gingrich tornou-se professor de grego e chefe do Departamento de Línguas Clássicas, cargo que ocupou até sua aposentadoria em 1972.

## Pesquisa
No outono de 1949, Gingrich recebeu uma licença para trabalhar em um novo léxico grego-inglês do Novo Testamento, traduzindo e adaptando a obra do léxico grego-alemão de Walter Bauer em colaboração com William F. Arndt. O trabalho na verdade levou cinco anos e meio. Gingrich voltou às suas funções de professor em fevereiro de 1955.
A publicação de 1957 da primeira edição de A Greek-English Lexicon of the New Testament and Other Early Christian Literature: Translation and Adaptation of Walter Bauer's Griechisch-Deutsches Wörterbuch zu den Schriften des Neuen Testaments und der übrigen urchristlichen Literatur, quarta revista e edição aumentada, 1952 foi o primeiro léxico desde a década de 1880 e foi reconhecido internacionalmente. Em 1979, Gingrich e Frederick William Danker produziram uma segunda edição em inglês da 5ª edição em alemão de Bauer. Em 1965, Gingrich publicou o Shorter Lexicon of the Greek New Testament . Danker revisou em 1983 e essa versão foi a base da tradução para o português de Júlio PT Zabatiero.
Além de seu trabalho sobre o léxico, Gingrich publicou muitos artigos e resenhas de livros, alguns dos quais estão listados na lista de trabalhos selecionados.
Em 1956, o ano do centenário da fundação do Albright College e seus predecessores, Gingrich e o Dr. Eugene Barth escreveram A History of Albright College, 1856-1956. Barth mais tarde atualizou e continuou o trabalho em Discovery and Promise: A History of Albright College, 1856-1981.

## Prêmios e reconhecimento
Em um jantar de aposentadoria em 1972, Gingrich foi citado por suas contribuições para a educação e sua pesquisa sobre o grego do Novo Testamento. Um Festschrift foi publicado em sua homenagem naquele ano. A biblioteca do Albright College foi renomeada como F. Wilbur Gingrich Library em maio de 1980. A faculdade concedeu-lhe um doutorado honorário em letras em 1983. Além do reconhecimento internacional por seus anos de trabalho, também recebeu diversos prêmios e premiações em homenagem a sua pesquisa e ensino.